# Federação das Indústrias do Estado de São Paulo
Federação das Indústrias do Estado de São Paulo (FIESP) MHMAIC é uma entidade da indústria brasileira. A FIESP é filiada à Confederação Nacional da Indústria (CNI). A entidade reúne 52 unidades representativas no estado de São Paulo, que representam 133 sindicatos patronais e 130 mil indústrias.
A federação localiza-se na cidade de São Paulo. O edifício das entidades da indústria paulista hospeda o Centro das Indústrias do Estado de São Paulo (CIESP), o Serviço Social da Indústria de São Paulo (SESI-SP), o Serviço Nacional de Aprendizagem Industrial de São Paulo (SENAI-SP), o Instituto Roberto Simonsen (IRS) e a sede de alguns sindicatos filiados.
Paulo Skaf foi eleito presidente da FIESP, em 2004. Ele foi reeleito presidente da federação em 2007 e reeleito novamente em 2011 e 2017, ficando no cargo até 31 de Dezembro de 2021.
Em junho de 2014, o empresário Benjamin Steinbruch, diretor-presidente da Companhia Siderúrgica Nacional (CSN) e do Grupo Vicunha, assumiu a presidência da FIESP em substituição a Skaf, que foi candidato ao governo do Estado de São Paulo.
Em Julho de 2021, o empresário Josué Gomes da Silva foi eleito presidente do CIESP e Rafael Cervone Netto 1º vice-presidente, junto com a nova diretoria para o quadriênio 2022-2025. Gomes sofreu um processo de impeachment e foi removido do cargo em janeiro de 2023.

## História
Durante a Revolução de 1924 comandada pelo general Isidoro Dias Lopes, o presidente da Associação Comercial de São Paulo (ACSP), José Carlos de Macedo Soares permaneceu na cidade de São Paulo, que estava sendo bombardeada para proteger os bairros operários, as fábricas e os estabelecimentos comerciais. Com a derrota da resistência, Macedo Soares foi acusado de ter cooperado com a revolução e foi mandado para o exílio. A ACSP ficou enfraquecida sem o seu presidente.
Em 1928, um grupo de empresários da Associação Comercial de São Paulo, liderados por Jorge Street, Francisco Matarazzo e Roberto Simonsen fundaram o Centro das Indústrias do Estado de São Paulo CIESP, uma associação privada que apoia e representa os interesses das Indústrias. Em 1931, Matarazzo, Simonsen, Street e um grupo de empresários fundaram a FIESP para pleitear pela competitividade das indústrias no Brasil, reivindicar para diminuir os custos de produção e conter a desindustrialização.
Durante o governo Vargas, o CIESP e a FIESP permaneceram separados. Após a Segunda Guerra Mundial, as entidades voltaram a atuar juntas.
Após o Golpe Militar de 1964 a Federação foi desmobilizada, perdeu seu presidente Rafael Noschese (em 1966), desmontou seu departamento econômico e ficou incapaz de produzir documentos sobre a economia brasileira por oito anos.
Em 18 de agosto de 1997 foi agraciado como membro-honorário da Ordem Civil do Mérito Agrícola, Industrial e Comercial Classe Industrial de Portugal. Em 2002, a foi concedida a insígnia da Ordem do Mérito Militar pelo presidente Fernando Henrique Cardoso.

## Estrutura

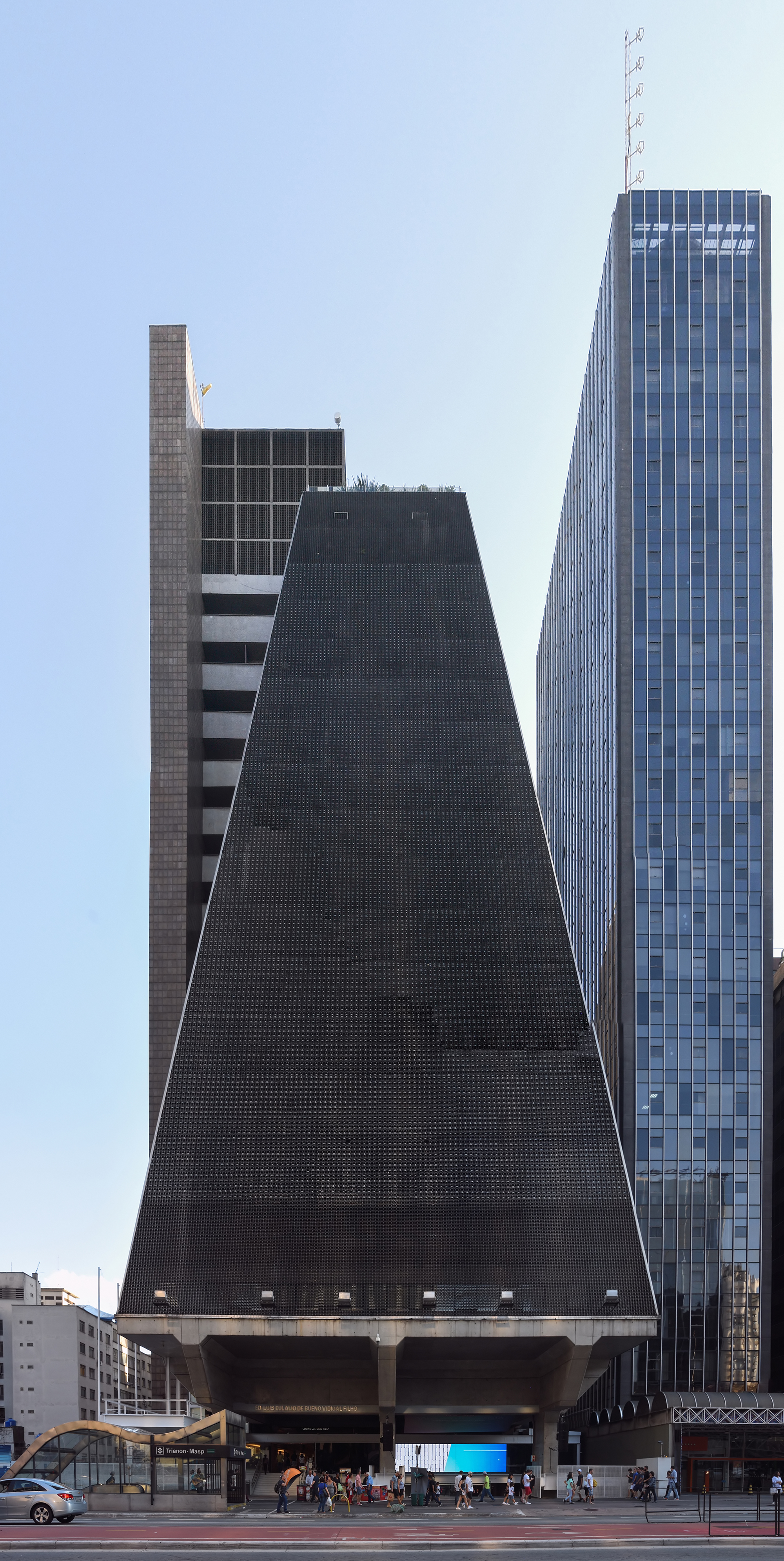
Edifício sede da FIESP.

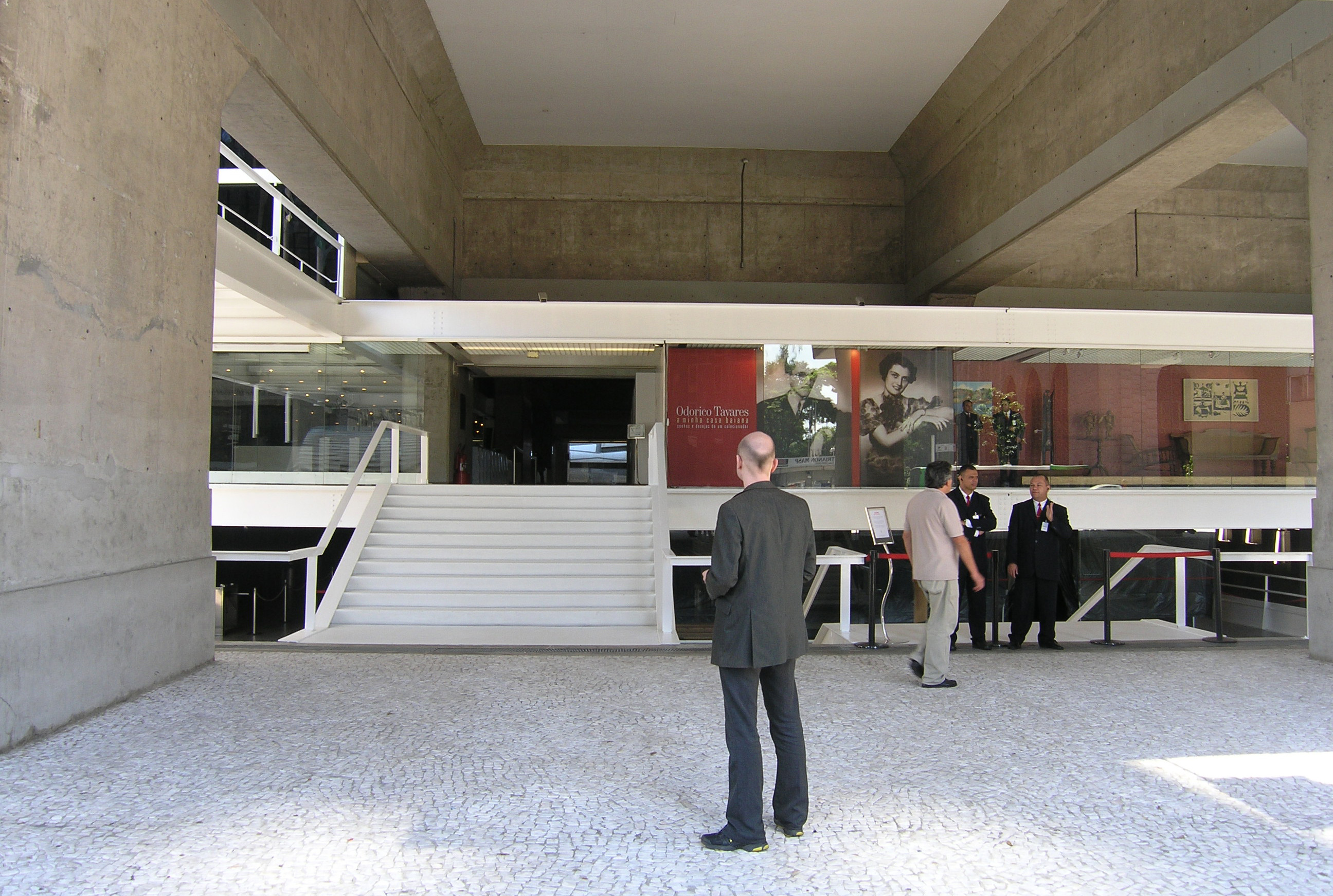
Entrada do Centro Cultural da FIESP.

A FIESP possui 52 unidades representativas no estado de São Paulo. A federação reúne 133 sindicatos patronais e 130 mil indústrias, reunindo setores que, segundo o ex-presidente Skaf informou para o ano de 2008, compõem 42% do Produto Interno Bruto (PIB) industrial do Brasil. Skaf foi eleito presidente da Federação das Indústrias do Estado de São Paulo FIESP, do do Serviço Social da Indústria SESI-SP, do Serviço Nacional de Aprendizagem Industrial SENAI-SP e do Instituto Roberto Simonsen IRS em 2004. Ele foi reeleito presidente das federações em 2007 e reeleito novamente em 2011.
A FIESP possui diversos comitês, departamentos e conselhos que representam diferentes setores industriais. Entre os comitês estão o Comitê de Jovens Empreendedores (CJE) da FIESP, que é um grupo formado por jovens empreendedores que participam de diversas atividades da federação, acompanhando reuniões dos conselhos superiores, departamentos e outros comitês. O CJE interage com diversas entidades para promover o empreendedorismo. O Comitê de Ação Cultural (Comcultura) da FIESP, que é um grupo que promove ações culturais de acesso à arte e à cultura junto à comunidade. O Comitê de Responsabilidade Social da FIESP (Cores), que é um grupo formado por profissionais de diversos setores que orientam sindicatos e indústrias na gestão de responsabilidade social, meio ambiente e direitos humanos.
A Câmara de Conciliação, Mediação e Arbitragem de São Paulo da FIESP, que atua na administração, conciliação, mediação de arbitragens de conflitos empresariais para que diminua o número de processos abertos nos tribunais do Brasil.

### Sede
O edifício sede da FIESP é um dos principais marcos arquitetônicos da cidade, além de uma das principais atrações da Avenida Paulista, por conta do seu formato de pirâmide. O edifício tem 92 metros de altura e é um dos maiores da avenida. O edifício foi projetado pelo escritório de arquitetura Rino Levi, vencedor de um concurso em 1969, e inaugurado em 1979. Em 1998 o prédio foi reformulado pelo arquiteto Paulo Mendes da Rocha para a criação de um centro cultural nos pisos do térreo.

## Centro Cultural Ruth Cardoso
A FIESP financia e apoio culturalmente o Centro Cultural FIESP Ruth Cardoso, fundado em março de 1998 e cujo nome homenageia a antropóloga Ruth Cardoso. O espaço inclui o Teatro do SESI, a galeria de arte do SESI-SP e o Espaço Mezanino. O Centro Cultural apresenta espetáculos teatrais, exposições, shows, projeções de filmes e palestras. A FIESP patrocinou o musical A Madrinha Embriagada, dirigido por Miguel Falabella em 2013 e 2014.

## Campanhas recentes

### Lei Geral das Micro e Pequenas Empresas
A FIESP liderou a campanha para aprovação da Lei Geral das Micro e Pequenas Empresas e a desoneração do Imposto sobre Circulação de Mercadorias e Serviços sobre produtos derivados da farinha de trigo em 2006, o que acarretou a diminuição do preço de itens como pão e macarrão em 2006.

### Contrária à CPMF
Em outubro de 2007, a FIESP encaminhou uma carta aos empresários brasileiros onde listava os motivos pelos quais a Contribuição Provisória sobre a Movimentação ou Transmissão de Valores e de Créditos e Direitos de Natureza Financeira (CPMF) deveria ser extinta. A FIESP entregou mais de 1,3 milhão de assinaturas contra a CPMF á Comissão de Constituição e Justiça (CCJ) do senado federal.
Em dezembro do mesmo ano, o senador federal determinou o fim do imposto da CPMF.
Desde 2008, a FIESP fez reivindicações sobre a desoneração de impostos sobre os produtos da cesta básica. Em 2013, o governo Federal aprovou a Medida Provisória que reduz o Programa de Integração Social (PIS), Contribuição para o Financiamento da Seguridade Social (COFINS) e elimina o Imposto sobre produtos industrializados IPI dos produtos da cesta básica.

### Energia a preço justo
A FIESP também fez campanhas para que os bancos públicos reduzissem em até 30% a taxa do spread bancário em 2009. Em 2011, a FIESP iniciou a campanha ‘’Energia a preço justo’’, e entrou com uma representação no Tribunal de Contas da União solicitando que o governo tomasse providências em relação aos preços da energia elétrica no pais.  O governo federal concedeu o desconto médio de 20% nas contas de luz de todos os brasileiros em 2013.
Em abril de 2013, a FIESP fez campanha na Câmara dos Deputados para aprovação da Medida Provisória (MP) 595, conhecida como Lei dos Portos, que melhora a infraestrutura e privatiza os portos do Brasil. A Lei dos Portos foi sancionada pela presidente Dilma Rousseff em junho do mesmo ano.

### Contra o aumento do IPTU
Em novembro do mesmo ano, a FIESP também entrou com uma Ação Direta de Inconstitucionalidade contra a lei que aprovou o aumento do Imposto Predial e Territorial Urbano (IPTU), de em média 55% nas residências e 88% no comércio, na cidade de São Paulo. O Órgão Especial do Tribunal de Justiça de São Paulo suspendeu o aumento do IPTU em dezembro do mesmo ano.

### Monitoramento da prestação de serviços de internet

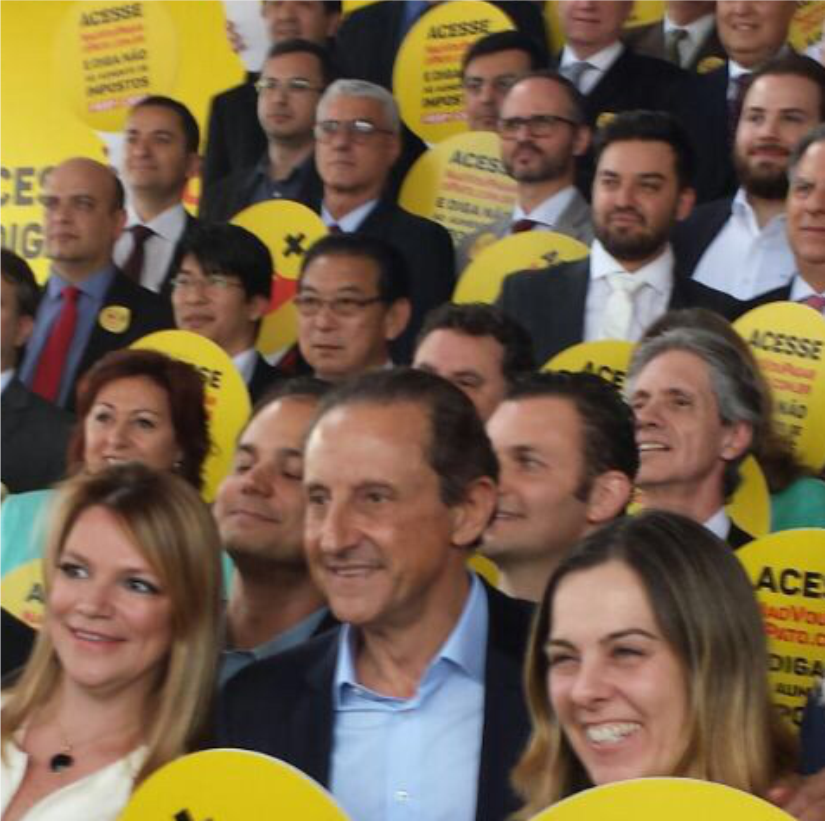
Campanha inicialmente de combate à CPMF, Não Vou Pagar o Pato, foi um dos símbolos dos Protestos contra o governo Dilma Rousseff

Em junho de 2014, a FIESP em parceria com o Núcleo de Informação e Coordenação do Ponto BR (NIC.br) desenvolveram um software para monitoramento de banda larga fixa. O software gratuito verifica se as conexões de acesso à Internet estão de acordo com os serviços contratados.

### Não Vou Pagar o Pato
Em setembro de 2015, a FIESP iniciou uma campanha de nome Não Vou Pagar o Pato, contra o aumento de impostos e contra a volta da CPMF. A CPMF foi apresentada pelo Governo Dilma Rousseff como a melhor forma de recuperar a economia, abalada pela crise econômica de 2014. Posteriormente, a FIESP passou a usar o pato como símbolo da campanha pelo processo de impeachment da presidente em contexto de crise política, somada à econômica.